# Юріс Стренга
Юріс Стренга (латис. Jurijs Strenga; *13 червня 1937, Рига) — радянський і латвійський актор. Заслужений артист Латвійської РСР (1978). Народний артист Латвійської РСР (1987).

## Біографія
Народився 13 червня 1937 р. Закінчив театральну студію (1962).
Знявся в українських фільмах: «Сильніший за ураган» (1960, Вальтер), «Відповідна міра» (1974), «Від Бугу до Вісли» (1980, 2 с), «Мільйони Ферфакса» (1980, Джордж Берне), «Стратити немає можливості» (1982, Зімберг), «Першоцвіт» (1987, чоловік німкені), «Ціна голови» (1992).